# Leonard Blomefield
Pour les articles homonymes, voir Blomefield.
Leonard Jenyns
Leonard Jenyns plus connu sous le nom de Leonard Blomefield est un homme d'Église et un naturaliste britannique, né le 25 mai 1800 et mort le 1er septembre 1893.

## Biographie
Il est le fils de George Leonard Jenyns (1763-1848), homme d’Église, et de Mary (1763-1832), fille du médecin William Heberden (1710-1801). La famille Jenyns s’installe dans la propriété qu’elle hérite de son cousin Soame Jenyns (1704-1787), écrivain.
Leonard Blomefield est choisi, en 1831, comme naturaliste à bord de l’expédition de l’HMS Beagle mais il refuse au dernier moment. C’est alors Charles Darwin (1809-1882) qui le remplace.
En 1871, il hérite de son cousin paternel, Francis Blomefield. Il change alors de nom suivant la Licence royale.

## Liste partielle des publications
- 1840-1842 : Fish. In: The zoology of the voyage of H. M. S. Beagle, under the command of Captain Fitzroy, R. N., during the years 1832 to 1836. Smith, Elder, and Co., Londres. En quatre parties : i-xvi + 1-172, Pl. 1-29.

## Source
- Traduction de l'article de langue anglaise de Wikipédia (version du 5 mai 2006).